# Нова класична макроекономіка
Нова класична макроекономіка, іноді нова класична економіка — школа думки в макроекономіці, яка будує свій аналіз виключно на неокласичній теорії. Зокрема, вона підкреслює важливість теоретичної бази, заснованої на мікроекономіці, особливо в частині раціональних очікувань.
Нова класична макроекономіка прагне забезпечити нові теоретичні основи для макроекономічного аналізу. Це контрастує з її новою кейнсіанською школою-конкурентом, яка використовує мікрооснови, такі як цінова прив'язка і недосконала конкуренція, для створення макроекономічних моделей, подібних до ранніх кейнсіанських варіантів.

## Історія

### Розвиток економічної думки
Класична економічна теорія — термін, використаний для першої сучасної школи економіки. Публікація Адама Сміта 1776 року «Багатство народів» вважається народженням цієї школи. Основна ідея полягає в здатності ринку до самокорекції, а також, що він є найкращим інститутом у розподілі ресурсів. Головне припущення класичної економічної теорії: всі люди максимізують свою корисність.
Так звана маржинальна революція, що відбулася в Європі в кінці XIX-го століття на чолі з Карлом Менгером, Вільямом Стенлі Джевонсом і Леоном Вальрасом, породила неокласичну економіку, яку формалізував Альфред Маршалл. А загальна рівновага Вальраса допомогла закріпити дослідження в галузі економічної науки, підкріпивши їх математичним і дедуктивним інструментарієм. І це стало класикою, включеною до підручників, що викладається до цього часу.
Неокласична школа домінувала в цій галузі аж до Великої депресії 1930-х років. Однак, із публікацією «Загальної теорії зайнятості, відсотків і грошей» Джона Мейнарда Кейнса в 1936 році деякі неокласичні припущення було відхилено. Кейнс запропонував агреговану основу для пояснення макроекономічної поведінки, що призвело до нинішнього розподілу між мікро- і макроекономікою. Особливе значення в теоріях Кейнса мало його пояснення економічної поведінки як «тваринного чуття». У цьому сенсі він обмежив роль так званого раціонального (максимізувального) агента.
Після Другої світової війни кейнсіанська економічна політика широко застосовувалася в Сполучених Штатах і країнах Західної Європи. Її домінування в цій галузі до 1970-х років найкраще відбивається в неоднозначній заяві президента США Річарда Ніксона і економіста Мілтона Фрідмана: «Тепер ми всі кейнсіанці».
Проблеми виникли під час рецесії 1973—1975 років, викликаної нафтовою кризою 1973 року. Реакція кейнсіанської політики не зменшила безробіття, а призвела до періоду високої інфляції і стагнації економічного зростання — стагфляції. Кейнсіанці були спантеличені спалахом стагфляції, оскільки первісна крива Філліпса виключала одночасні високу інфляцію і високий рівень безробіття.

### Виникнення нової класичної школи
Нова класична школа виникла в 1970-х роках через провал кейнсіанської економіки у роз'ясненні стагфляції. Нова класична і монетаристська критика, очолювана Робертом Лукасом-молодшим і Мілтоном Фрідманом, відповідно, змусила переглянути кейнсіанську економіку. Зокрема, критика Лукаса поставила під сумнів кейнсіанську модель. Це зміцнило аргумент на користь того, що макромоделі засновані на мікроекономіці.
Після 1970-х років і очевидного провалу кейнсіанської економіки Нова класична школа на деякий час стала домінівною школою макроекономіки.

## Аналітичний метод
Нова класична економіка ґрунтується на дослідженні трьох факторів коливання росту економіки: клин продуктивності, клин капіталу і клин праці. Завдяки неокласичному погляду і врахуванню бізнес-циклів можна знайти головних «винуватців» коливань реальної економіки.
- Клин продуктивності є простою мірою сукупної ефективності виробництва. Що стосується Великої депресії, то клин продуктивності означає, що економіка менш продуктивна, враховуючи капітал і трудові ресурси, наявні в економіці.
- Клин капіталу — це розрив між часовою граничною нормою заміщення в споживанні і граничним продуктом капіталу. У цьому клині є власний коефіцієнт втрат, який впливає на накопичення капіталу і рішення про заощадження, діючи як спотворювальний податок на капітал (заощадження).
- Клин праці — це співвідношення між граничною нормою заміщення споживання для відпочинку і граничним продуктом праці і діє як спотворювальний податок на робочу силу, роблячи наймання працівників менш прибутковим.

## Основа і посилання
Нова класична економіка заснована на вальрасіанських припущеннях. Передбачається, що всі агенти максимізують корисність на основі раціональних очікувань. Припускається, що в будь-який момент економіка має унікальну рівновагу за повної зайнятості або потенційного випуску, досягнутого коригуванням цін і заробітної плати. Іншими словами, ринок постійно очищується.
Нова класична економіка також вперше використовувала репрезентативні агентські моделі. Такі моделі зазнавали серйозної неокласичної критики, зокрема як вказав Алан Кірман, існує поділ між мікроекономічною поведінкою і макроекономічними результатами.
Концепцію раціональних очікувань спочатку використовував Джон Мут і популяризував Лукасом. Однією з найвідоміших нових класичних моделей є модель реального ділового циклу, розроблена Едвардом Прескоттом і Фінном Кідландом.

## Дискусія про недоліки
Нові класичні моделі мають низьку пояснювальну і прогностичну силу. Проте, моделі не здатні одночасно пояснити тривалість і величину реальних циклів. Крім того, ключовим результатом моделі є те, що тільки непередбачені зміни в грошах можуть вплинути на бізнес-цикл, а фактор безробіття виявився незначущим, адже не пройшов стандартних емпіричних тестів.
На передній план вийшов новий неокласичний синтез. Більшість економістів, навіть більшість нових класичних економістів, прийняли нове кейнсіанське уявлення про те, що з кількох причин заробітна плата і ціни не можуть швидко і плавно переходити до значень, необхідних для довгострокової рівноваги між кількостями, що постачаються і споживаються. Тому вони також приймають монетаристську і новокейнсіанську точку зору, що грошово-кредитна політика може мати значний вплив у короткостроковій перспективі. Нова класична макроекономіка внесла в нову кейнсіанську економіку і новий неокласичний синтез гіпотезу раціональних очікувань та ідею міжчасової оптимізації.
Петер Гальбач (Peter Galbács) вважає, що критики мають поверхневе і неповне розуміння нової класичної макроекономіки. Він стверджує, що не слід забувати про умовний характер нових класичних доктрин. Якщо ціни є абсолютно гнучкими і якщо суспільні очікування повністю раціональні, і якщо реальні економічні потрясіння — білі шуми, то грошово-кредитна політика не може вплинути на безробіття або виробництво, і будь-який намір контролювати реальну економіку закінчується тільки зміною рівня інфляції. Проте, якщо будь-яка з цих умов не виконується, грошово-кредитна політика може бути знову ефективною. Таким чином, якщо будь-яка з умов, необхідних для еквівалентності, не виконується, антициклічна фіскальна політика може бути ефективною. Управління реальною економікою можливе, мабуть, в кейнсіанському стилі, якщо уряд відновить свій потенціал для здійснення контролю. Отже, фактично нова класична макроекономіка підкреслює умови, за яких економічна політика може бути ефективною, а не зумовлювати її неефективність. Не слід відмовлятися від антициклічних устремлінь, необхідно лише звузити операційний простір за допомогою нової класичної теорії. Кейнс закликав до активних контрциклічних зусиль фіскальної політики. І це правильно і з точки зору нової класичної теорії, нові класики тільки визначили нові умови, необхідні для ефективності антициклічних зусиль.
Теоретик реального ділового циклу Бернд Луке називає нову класичну модель макроекономіки «карикатурою на економіку», бо припущення, що лежать в її основі, виключають будь-яку нераціональну поведінку або можливість провалу ринку, ціни завжди повністю гнучкі, а ринок завжди перебуває в економічній рівновазі. Нинішня місія нової класичної макроекономіки полягає в тому, щоб з'ясувати, якою мірою ця карикатура на економіку вже володіє достатньою прогностичною силою для пояснення економічних циклів.